# Magnesia Litera 2013
Ceny Magnesia Litera 2013 byly vyhlášeny 24. dubna 2013 v Nové scéně Národního divadla v Praze. Vyhlášení vysílala Česká televize v přímém přenosu.

## Ceny a nominace

### Kniha roku
- Jiří Hájíček: Rybí krev (Host)

### Litera za prózu
- Zuzana Brabcová: Stropy (Druhé město)
  - Anna Blažíčková: Teď něco ze života
  - Jiří Hájíček: Rybí krev
  - Sylva Fischerová: Evropa je jako židle Thonet, Amerika je pravý úhel
  - Jakuba Katalpa: Němci
  - Jiří Kratochvil: Dobrou noc, sladké sny

### Litera za poezii
- Jakub Řehák: Past na Brigitu (fra)
  - Milan Děžinský: Tajný život
  - Petr Hruška: Darmata

### Litera za knihu pro děti a mládež
- Pavel Čech: Velké dobrodružství Pepíka Střechy (Petrkov)
  - Jiří Dvořák: Rostlinopis
  - Marka Míková: Mrakodrapy

### ČEZ Litera za literaturu faktu
- Jiří Křesťan: Zdeněk Nejedlý (Paseka)
  - Milena Bartlová: Skutečná přítomnost
  - Stanislav Komárek: Muž jako evoluční inovace?

### Litera za nakladatelský čin
- Ivan Wernisch: Živ jsem byl! (Druhé město)
  - Lenka Bobková, František Šmahel a kol.: Lucemburkové
  - Josef Váchal: Sv. František z Assisi Dobráček

### Litera za překladovou knihu
- Richard Pietraß: Z lemu snu (přeložila Věra Koubová, Revolver Revue)
  - Roberto Bolaño: 2666 (přeložila Anežka Charvátová)
  - Ljudmila Ulická: Daniel Stein, překladatel (přeložila Alena Machoninová)

### DILIA Litera pro objev roku
- Jaroslav Žváček: Lístek na cestu z pekla (Paseka)
  - Pavel Horák: Bohumil Laušman – politický životopis
  - Alena Dvořáková za překlad knihy Cormac McCarthy: Suttree

### Cena čtenářů
- Kateřina Tučková – Žítkovské bohyně (Host)